# 嗇色園主辦可立中學

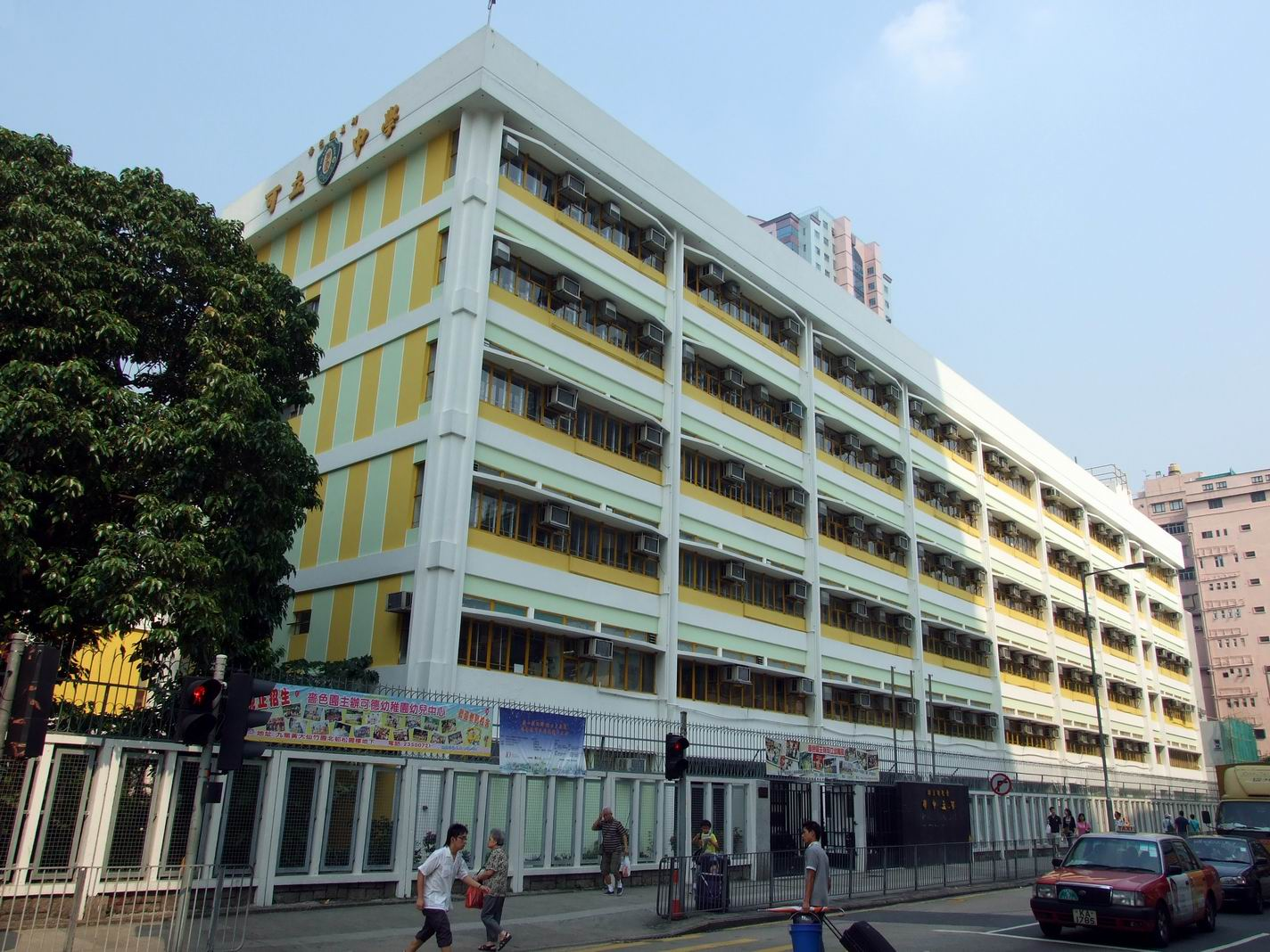
翻油前的可立中學

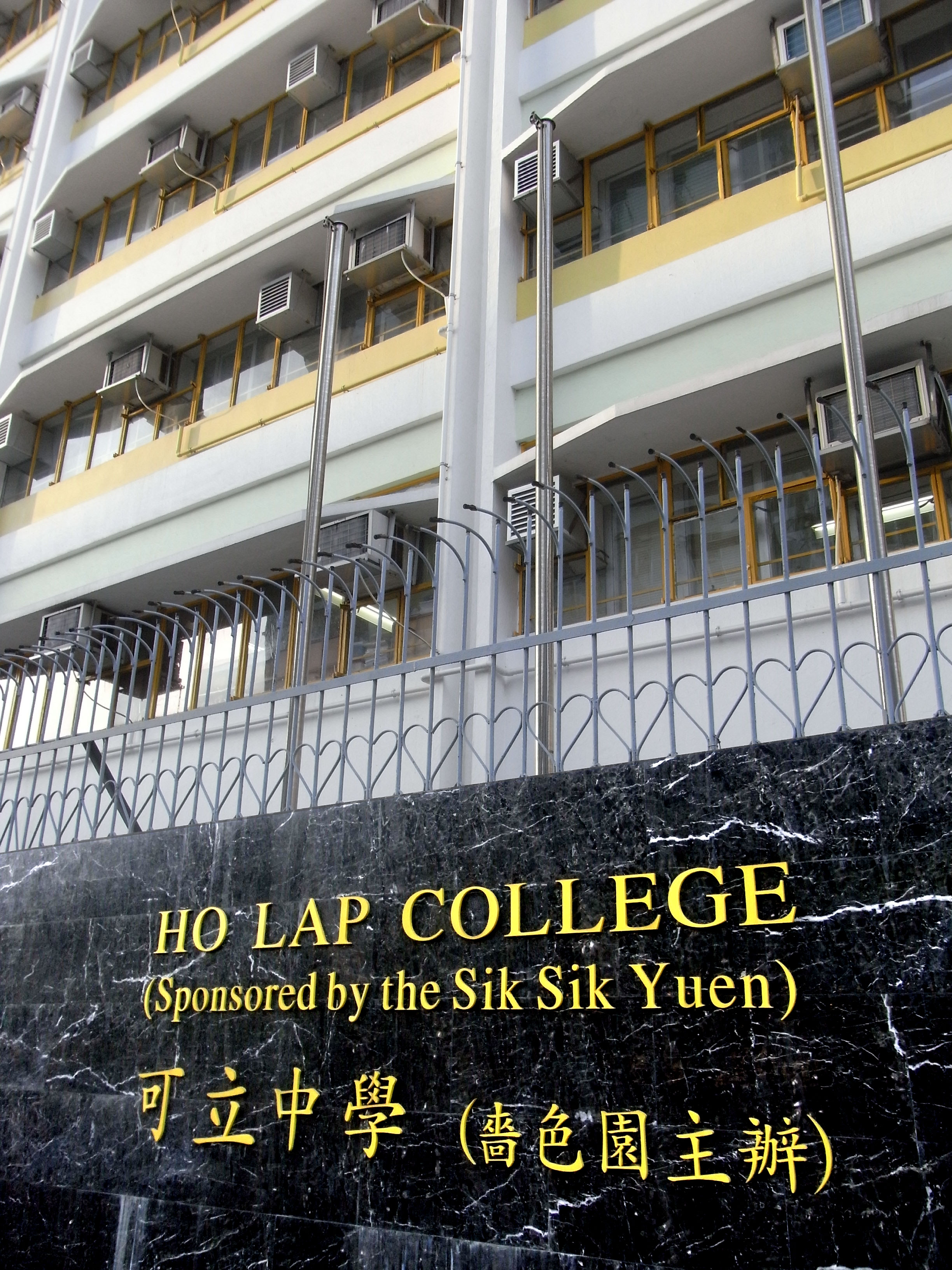
新蒲崗可立中學

嗇色園主辦可立中學（英語：Ho Lap College (Sponsored by the Sik Sik Yuen)）是香港九龍黃大仙區新蒲崗一間政府津貼學校位於爵祿街及彩虹道交界（爵祿街15號），毗鄰香港考試及評核局（爵祿街17號）。校園面積46,200平方呎。是嗇色園首間主辦的學校，創校於1969年。其教學語言為英語，校訓為「普濟勸善」(To act benevolently and to teach benevolence)。學生被稱為「可立人」。

## 校政管理

### 歷任校監
- 黃允畋 先生[2]
- 余大業 先生

### 歷任校長
1. 黃卓然先生（1969年 - 1970年）（署理）[2]
2. 蔡國炳先生（1970年 - 1976年）
3. 周啟綸先生（1976年 - 2000年）
4. 伍瑞球先生（2000年 - 2005年）
5. 凌健真先生（2005年 - 2012年）
6. 姜遠群女士（2012年 - 2019年），前為伊利沙伯中學舊生會湯國華中學校長
7. 彭惠蘭女士（2019年 - 2023年），前為嗇色園主辦可道中學校長
8. 黎洛琪女士（2023年 至今）

## 歷史
1950年代，香港人口激增，小學學位供不應求，政府於是大量興建小學；數年後當小學畢業生漸多，又出現中學學位短缺的問題。有感於此，嗇色園向政府申請撥地建校，並於1961年成立了「籌建學校委員會」，由黃允畋為主任委員。教育司署於1965年10月同意其計劃，在新蒲崗撥地4.6萬平方呎以興建政府津貼中學。翌年8月23日，華民政務司麥道軻主持可立中學奠基典禮；該日亦是黃大仙寶誕和嗇色園成立45週年紀念日。到1968年，工程正式開始。1969年9月1日，可立中學正式開課。教育司署核准學校招收中一至中三級學生共12班，人數500多人。同年12月8日，教育司簡寧主持了補行的校舍開幕典禮。
可立中學其後兩次擴建，第一次在1989年，嗇色園董事會通過撥款600萬元自費在停車場擴建校舍，1989年11月3日奠基，1991年7月完成。第二次在1997年，在政府推廣改善學校工程的計劃下，政府資助在校舍原有部份的草地上興建一座五層新翼，1998年暑假完工。

## 歷屆學生會
- Eutopia晨曦（2024年-2025年）
- Apricus皓曜（2023年-2024年）
- Augenstern縱星（2022年-2023年）
- Dawn曙光（2021年-2022年）
- N.era匙代（2020年-2021年）
- Nexus千繫（2019年-2020年）
- Tendencies峰崢（2018年-2019年）
- Dazzle旭（2017年-2018年）
- Echo牽越（2016年-2017年）
- Colit曈瀅（2015年-2016年）
- Awaker覺（2014年-2015年）
- Ignite亦（2013年-2014年）
- Coflamer螢曦（2011年-2012年）

## 著名/傑出校友
- 劉德華：香港著名藝人
- 趙漢榮 : 著名美國攝影記者，2021普立茲突發新聞攝影獎得主。
- 黃洋達：香港小說作家、電影編劇、電視編劇、專欄作家、網台主持、「熱血公民」及《熱血時報》創辦人
- 盧宜頌：前任《警訊》（2003年至2008年）主持、高級督察、香港警察學院槍械訓練科出任高級操練及槍械訓練教官
- 吳先瑩：香港教育大學傳訊經理、前無綫新聞高級記者及主播
- 呂以輝：香港演藝學院戲劇學院及香港大學教育學院客席講師
- 辛偉強：藝名申偉強，著名香港舞台劇及電視演員，前香港話劇團全職演員、三屆香港舞台劇獎最佳男主角及華文戲劇節優秀表演獎得主。
- 靛：香港插畫師及小說作家
- 戴恩玲：前香港女歌手
- 黃璦瑤：香港亞洲電視及多倫多藝人
- 林志程：前無綫電視藝員、第一屆超級巨聲參賽者
- 李志雄（Terence Lee）：遵理學校補習社數學科名師
- 魏惠文：香港男演員
- 羅毓儀：香港女藝人
- 王忠巡（Dick Wong）：香港警察學院院長[4]

## 外部連結
- 可立中學 （页面存档备份，存于）
- 可立中學校友會 （页面存档备份，存于）
- 嗇色園 （页面存档备份，存于）
- 名校逐個數：可立中學 藝術成績突出 - 香港文匯報 （页面存档备份，存于）

22°20′12″N 114°11′44″E / 22.33667°N 114.19556°E